# Lithostege illibata
Lithostege illibata là một loài bướm đêm trong họ Geometridae.